# Хобарт (Висконсин)
Хобарт (енгл. Hobart) град је у америчкој савезној држави Висконсин.

## Демографија
По попису из 2010. године број становника је 6.182.
| Група             | 2000.    | 2010.         |
| Белци             | 0 (0,0%) | 4.781 (77,3%) |
| Афроамериканци    | 0 (0,0%) | 31 (0,5%)     |
| Азијати           | 0 (0,0%) | 72 (1,2%)     |
| Хиспаноамериканци | 0 (0,0%) | 140 (2,3%)    |
| Укупно            | 0        | 6.182         |